# Bartica A Airport
Bartica A Airport är en flygplats i Guyana.   Den ligger i regionen Cuyuni-Mazaruni, i den norra delen av landet. Bartica A Airport ligger 35 meter över havet.
Terrängen runt Bartica A Airport är platt. I omgivningarna runt Bartica A Airport växer i huvudsak städsegrön lövskog.